# Ferran Savall
Pour les articles homonymes, voir Savall.
 Ferran Savall Figueras, né à Bâle en 1979, est un musicien et chanteur catalan, fils du chef d'orchestre et musicien catalan Jordi Savall et de la soprano Montserrat Figueras, et frère d’Arianna  Savall.

## Biographie
Après 17 ans de vie professionnelle de ses parents à la Schola Cantorum Basiliensis, la famille Savall revient à Barcelone quand Ferran a 6 ans, sa sœur et lui supportant mal les rigueurs du climat suisse. Attiré par le football puis l’astronomie, il finit par choisir lui aussi la voie musicale. Il joue du théorbe et chante avec des passages improvisés dans le disque Du temps et de l’instant réalisé avec ses parents, sa sœur et le percussionniste Pedro Estevan, paru en 2005. Ce disque alterne les morceaux vocaux et instrumentaux issus de différents pays riverains de la Méditerranée, avec des incursions en Afghanistan, en Bretagne, au Mexique et chez Marin Marais.
Ferran est par ailleurs guitariste, s’accompagnant au chant avec des improvisations, et avec son propre style où se mêlent des influences de blues, de jazz, de musique traditionnelle catalane et de musiques du monde. En dehors des contacts qu’il a pu nouer par lui-même, ses parents lui ont fait connaître de nombreux amis musiciens de tous horizons géographiques.
En 2009, il sort son propre disque, Mireu el nostre mar (Contemplez notre mer en catalan, avec une allusion à la mer Méditerranée, mare nostrum en latin), nourri de ces différentes influences. On y retrouve le traditionnel catalan La canço del lladre (La chanson du voleur) et la berceuse hébraïque Noumi, noumi (yaldati) (נומי נומי ילדתי, Dors, dors (ma fille)), présents dans le disque familial. Parmi les autres morceaux figure une version peu connue de l'hymne catalan Els Segadors (Les moissonneurs), où il s'accompagne au piano ; c'est une complainte qui dénonce les souffrances de toute guerre. Quant à la chanson-titre, Mireu el nostre mar, elle s'inspire librement de la mélodie du chant de Noël El cant dels ocells (Le chant des oiseaux), également présent dans Du temps et de l’instant.
Il se produit en concert le 26 janvier 2010 au New Morning à Paris. Il joue le 6 août 2010 avec son père Jordi Savall à l’église de Saint-Robert (Corrèze) dans le cadre du Festival 1001 Notes en Limousin.

## Discographie
- 2005 : Du temps et de l’instant (Alia Vox)
- 2007 : Lachrimae Caravaggio (Alia Vox), voix, avec son père et d'autres musiciens
- 2009 : Mireu el nostre mar (Alia Vox), avec d'autres musiciens
- 2009 : Peiwoh (Alia Vox), théorbe et voix, avec sa sœur Arianna et d'autres musiciens
- 2014 : Impro (Alia Vox)